# 開迴路控制器

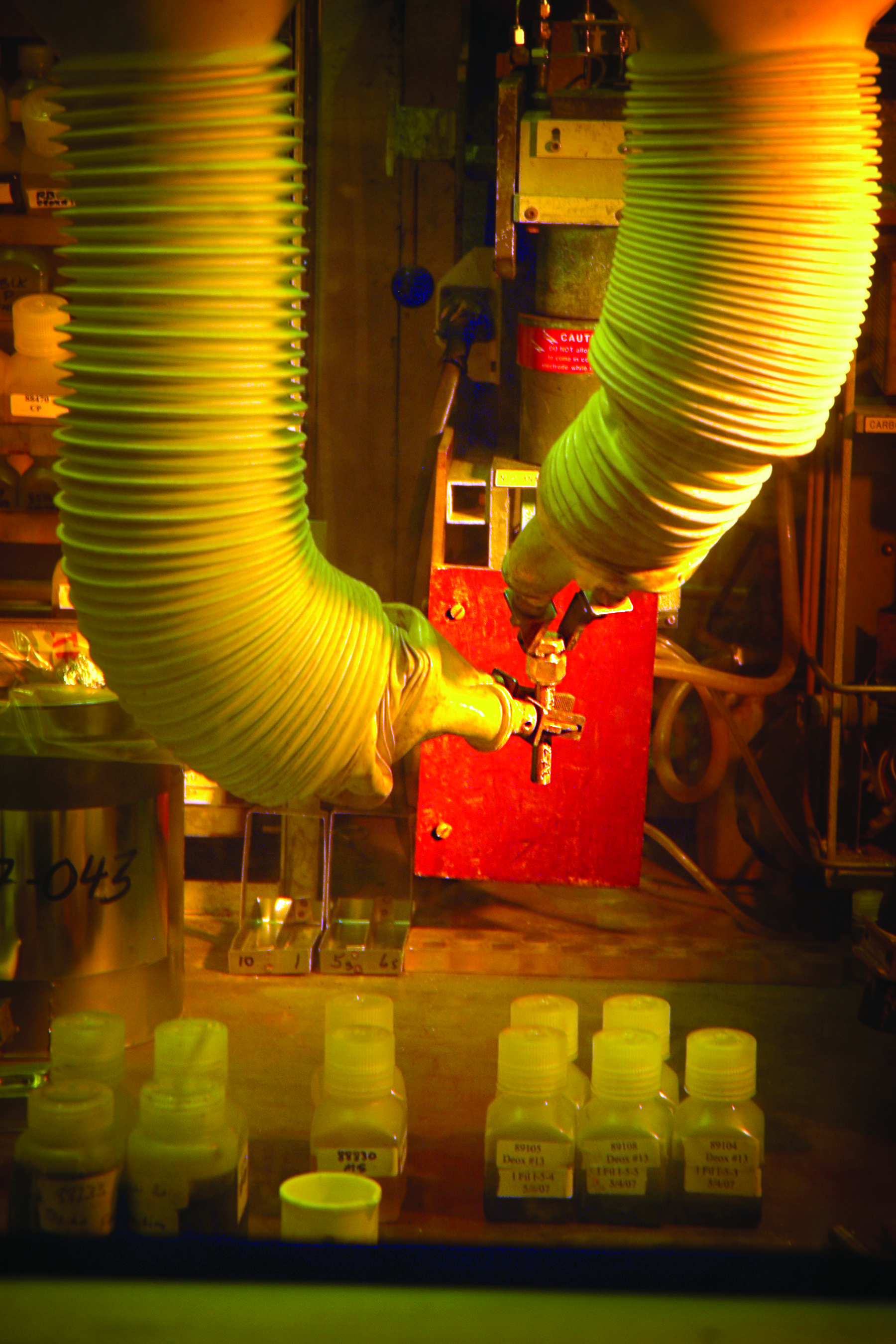
利用遥控机械臂處理放射性物質，遥控机械臂是開迴路控制器，由人工遠端操作

開迴路控制器是控制器的一種，只利用系統的數學模型及目前狀態產生控制信號，送到受控系統。
開迴路控制器和閉迴路控制器的最大不同是沒有回授信號來判斷系統輸出是否已達到理想值，因此系統無法觀測正在控制的程序。真正的開迴路控制器無法進行机器学习，無法修正控制中造成的誤差，也無法針對系統的擾動進行補償。

## 例子
由於開迴路控制器架構簡單，且低成本，常被用在簡單的程序中，尤其是一些不需在意回授的系統中。典型的例子是傳統的洗衣機，洗衣時間長度是使用者設定。一般而言，若要達到較精準或較有適應性的控制，需要回授的方式將系統的輸出再拉到控制器中，這類控制器稱為閉迴路控制器。
例如自動灑水系統若沒有偵測空氣中的濕度，只是定期啟動灑水，就是一個開迴路系統，即使在下大雨的時候，自動灑水系統仍會定時啟動，造成能源和水的浪費。
步進馬達也是開迴路的系統，常用來作速度控制。步進馬達依照其結構，可以旋轉到一些特定的位置。送一串脈波訊號給步進馬達，步進馬達前進的步數會和脈波數一様多。這類的馬達會配合一個原點感測器，若機械回到原點時就啟動，可以用在簡單的機械人控制，或是噴墨印表機的噴墨頭。步進馬達開迴路的缺點是若負載太大或是脈波太快時，步進馬達前進的步數就無法和脈波數一様多，而且因為沒有回授，控制器無法偵測到此一情形，因此系統的輸出可能會和命令有一點點誤差，一直到復位為止。因此較複雜的機械人控制或是工具機會用有旋轉編碼器的伺服馬達代替步進馬達，並且會改用閉回路的控制器。
開迴路控制常用在已有良好定義的系統，其輸入和對應狀態的關係可以由數學模型來描述。像為了使有固定負載的馬達運轉在期望的速度，因此設法決定一固定電壓來驅動馬達，這就是開迴路控制的一個例子。另一方面，若負載會變動，無法預測，則轉速會是負載及電壓的函數，而開迴路控制器不一定可以達到良好的速度控制。
另一個例子是需以固定速度前進的輸送帶系統，在固定電壓下，輸送帶的速度會依馬達的負載（此處是輸送帶上物品的重量）而改變。為了讓輸送帶固定速度前進，控制器需要可以依負載調整電壓，因此需要一個閉迴路控制器。